# Rokytnice (Olomouc)
Rokytnice (in tedesco Roketnitz) è un comune della Repubblica Ceca facente parte del distretto di Přerov, nella regione di Olomouc.